# 里茲穀物交易所

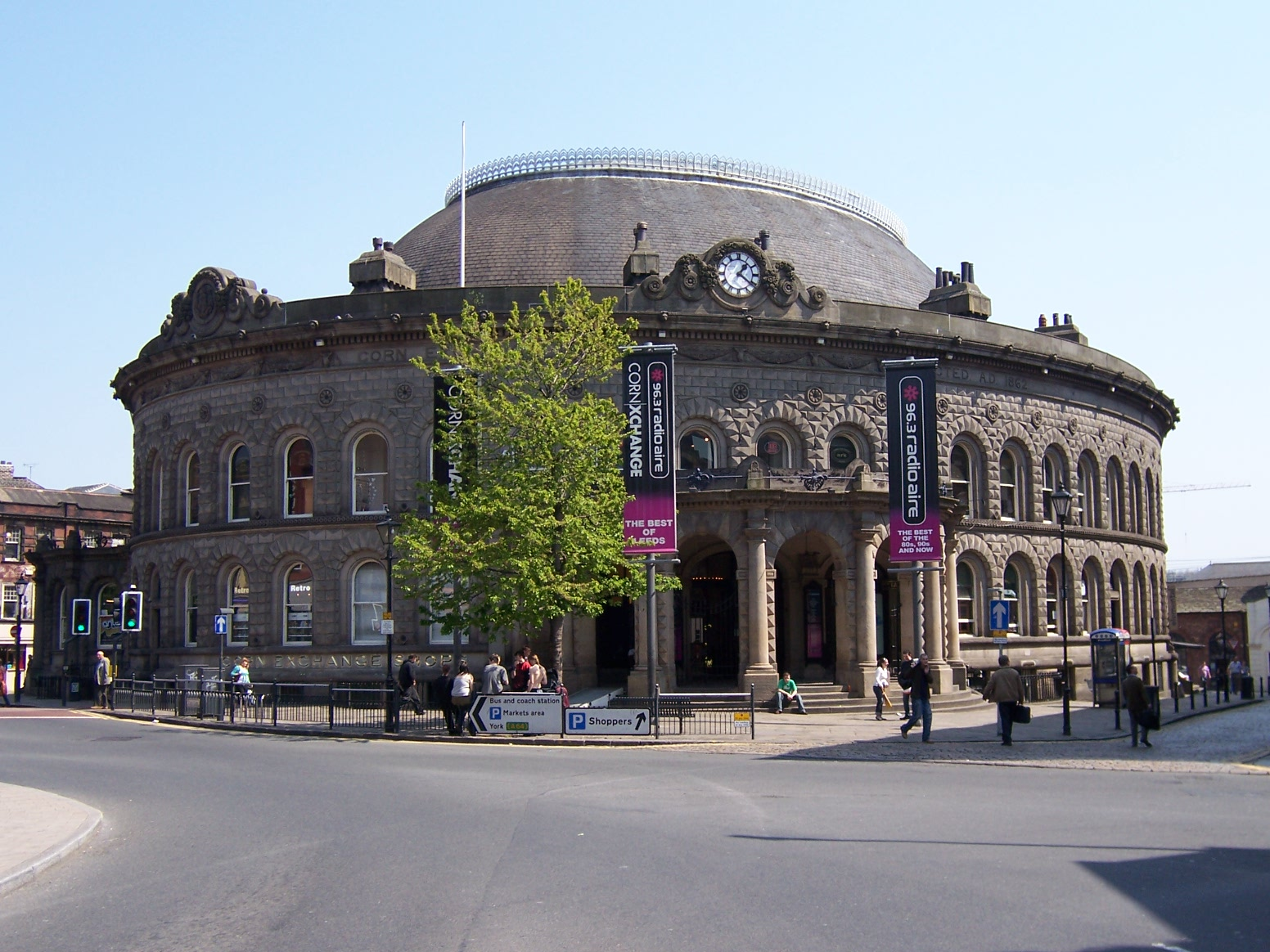
里茲穀物交易所

里茲穀物交易所（Leeds Corn Exchange）是英国西约克郡里茲的一個購物中心，其建築曾作為穀物交易所使用，被列為英國的I級登錄建築。
里茲的第一個穀物交易所開業於1829年。而現在的建築竣工於1863年。